# Гёльцер, Антони
Антони Гёльцер (фр. Antony Goelzer; род. 12 сентября 1998 года, Лилль, Франция) — французский футболист, защитник клуба «Вадуц».

## Карьера
В феврале 2019 года подписал четырёхлетний контракт с «Грассхоппером». 9 февраля дебютировал в швейцарской Суперлиге в дерби против «Цюриха», в котором его клуб уступил 1:3, проведя на поле 90 минут.
29 июля 2021 года подписал контракт с «Кринсом».
После вылета «Кринса» из Челлендж-лиги Гёльцер подписал контракт с «Вадуцем». Дебютировал в Челлендж-лиге против «Ивердона», сыграв первый тайм, после которого был заменён Фабио Фером, матч закончился ничьей 3:3. Забил первый гол в истории «Вадуца» в групповом этапе в групповом Лиги Конференций, нидерландскому клубу «АЗ», в котором «Вадуц» в гостях уступил 1:4.